# Dan Frazer
Dan Frazer (Nueva York, 20 de noviembre de 1921 - ibídem, 16 de diciembre de 2011) fue un actor estadounidense.

## Carrera

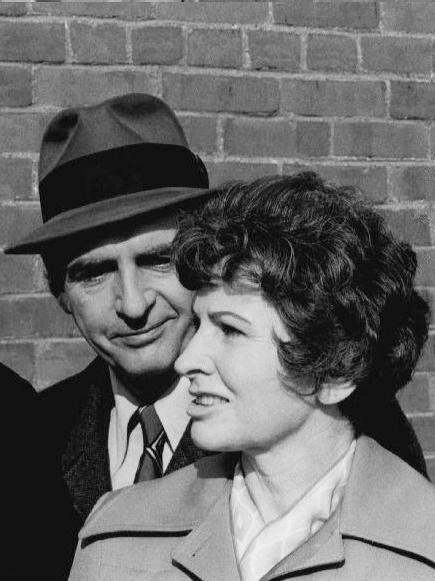
Dan Frazer con la actriz Jean LeBouvier en la serie de televisión Kojak (en 1975).

Frazer fue conocido por interpretar al capitán Frank McNeil en la popular serie de televisión de los años setenta Kojak, con Telly Savalas en el papel protagonista. Como actor invitado pasó por series como
Outlaws (1960),
Los intocables (1963),
My Favorite Martian (1966),
The Waltons (1981),
Law & Order (1997) y
Law & Order: Criminal Intent (2002).
También tuvo pequeños papeles en grandes películas como Counterpoint (1967), junto a Charlton Heston;
Breakout (1975) con Charles Bronson,
y en las comedias protagonizadas por Woody Allen Take the Money and Run (1969) y Bananas (1971).
Su último trabajo fue en la película The Pack, en 2009.
Falleció en su ciudad natal, de un ataque cardíaco, el 18 de diciembre de 2011, a los 90 años.

## Filmografía
- 1963: Lilies of the Field
- 1966: Lord Love a Duck
- 1967: Counterpoint
- 1969: Take the Money and Run
- 1971: Bananas
- 1972: Fuzz
- 1972: The Stoolie
- 1973: Kojak (serie de televisión)
- 1974: The Super Cops
- 1975: Breakout
- 1984: A Good Sport (película de televisión)
- 1985: Kojak: The Belarus File
- 1991: Saying Kaddish
- 1992: Flodder in Amerika!
- 2004: The Kings of Brooklyn
- 2006: Fireflies
- 2009: The Pack